# دانيال كريسماس
دانيال كريسماس هو سياسي كندي، ولد في 10 سبتمبر 1956 في سيدني ‏ في كندا. نشط حزبياً في Independent Senators Group ‏.